# Jaime Chávarri
Jaime Chávarri de la Mora (Madrid, 20 de marzo de 1943) es un director de cine, guionista, director artístico y actor español.

## Biografía
Es hijo de Tomas Chávarri y Ligues y de Marichu de la Mora Maura. Bisnieto del expresidente del Gobierno Antonio Maura. Licenciado en Derecho. Estudió dos cursos en la Escuela Oficial de Cinematografía y se encargó de la crítica de cine en la revista Film Ideal. Empezó su carrera rodando largometrajes en Super-8. Fue ayudante de dirección en algunas producciones y trabajó para televisión. Aunque su primer largometraje fue Run, Blancanieves, run (1967), su primera obra comercial fue una obra difícil y de amplio contenido autobiográfico: Los viajes escolares (1973). Esta película sería continuada de algún modo en 1985 con El río de oro. Ninguna de las dos películas tuvo éxito. Fue también director artístico de Víctor Erice en El espíritu de la colmena y de Carlos Saura en Ana y los lobos.
Su colaboración con el productor Elías Querejeta dio lugar a la parte más reconocida e interesante de su producción, en la que contamos con un documental rompedor y cáustico sobre la familia del poeta Leopoldo Panero, El desencanto (1976), una reflexión acerca de la decadencia y el paso del tiempo, A un dios desconocido, y una excelente y desconcertante película, Dedicatoria, en la que el protagonista encarna a un periodista que ha de entrevistar a un preso.
Tras esta etapa de colaboración con Querejeta, llevó a cabo adaptaciones de obras literarias de Llorenç Villalonga (Bearn o La sala de las muñecas), Fernando Fernán Gómez (Las bicicletas son para el verano) y Pablo Sorozábal (Tierno verano de lujurias y azoteas). Estas películas fueron producidas por Alfredo Matas.
En 1984 tuvo un pequeño papel como actor en la película de Pedro Almodóvar ¿Qué he hecho yo para merecer esto?, protagonizada por Carmen Maura. En 1996 apareció en el video Y sin embargo te quiero, de Joaquín Sabina, junto a Olga Román.
Chávarri rodó también dos musicales protagonizados por Ángela Molina —con quien ha trabajado hasta en cinco ocasiones— y Manuel Bandera, Las cosas del querer (1989) y su secuela (1995). Tras una etapa en la que sus películas tuvieron menor repercusión comercial, con la excepción de Besos para todos (2000), rodó en 2005 una película sobre la vida del cantaor flamenco Camarón de la Isla (Camarón).
Igualmente, ha desarrollado una carrera como director teatral, que incluye montajes como Tres mujeres altas (1995), de Edward Albee, La prueba (2001) de David Auburn , o Salomé (2016), de Oscar Wilde.
Además, como voz autorizada dentro del cine y las artes ha sido miembro de distintos jurados de festivales cinematográficos siendo por ejemplo presidente del jurado en el Festival de Cine Corto de Sonseca.

## Filmografía
- 1967: Run, Blancanieves, run
- 1969: Ginebra en los infiernos
- 1971: La danza, episodio de Pastel de sangre
- 1973: Los viajes escolares
- 1976: El desencanto
- 1977: A un dios desconocido
- 1979:
  - La mujer sorda, episodio de Cuentos para una escapada
  - Pequeño planeta, episodio de Cuentos eróticos
- 1980: Dedicatoria
- 1982: Bearn o la sala de las muñecas
- 1982: Luis y Virginia
- 1983: Las bicicletas son para el verano
- 1985: El río de oro
- 1988: Regalo de cumpleaños
- 1989: Las cosas del querer
- 1993: Tierno verano de lujurias y azoteas
- 1995: Las cosas del querer, segunda parte
- 1996: Gran slalom
- 1997: Sus ojos se cerraron y el mundo sigue andando
- 1997: Ad Libidum
- 2000: Besos para todos
- 2004:
  - El año del diluvio
  - Doce de octubre, episodio de Madrid 11M: Todos íbamos en ese tren
- 2005: Camarón
- 2023: La Manzana de Oro (adaptación de la novela "Ávidas pretensiones", de Fernando Aramburu)

## Teatro (selección)
- El engañao (1981), de José Martín Recuerda
- Tres mujeres altas (1995), de Edward Albee
- La prueba (2001), de David Auburn
- Todo en el jardín (2002), de Edward Albee
- Memento Mori (2011), de Borja Ortiz de Gondra
- Salomé (2016), de Oscar Wilde

## Premios y distinciones
Festival Internacional de Cine de San Sebastián
| Año  | Categoría                   | Película              | Resultado |
| ---- | --------------------------- | --------------------- | --------- |
| 1977 | Premio Perla del Cantábrico | A un dios desconocido | Ganador   |

- Premio Feroz de Honor 2025, concedido anualmente por la Asociación de Informadores Cinematográficos de España.   [8]